# 파이브 스타 스토리

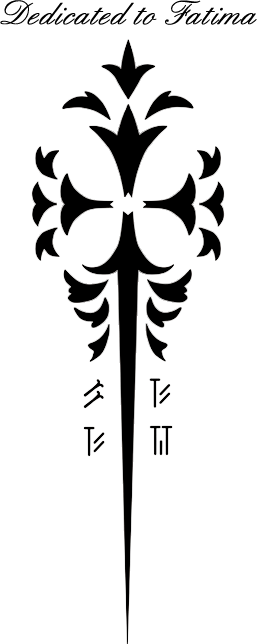

파이브 스타 스토리(일본어: ファイブスター物語, The Five Star Stories)는 메카닉 디자이너 나가노 마모루의 만화 또는 같은 만화를 원작으로 만들어진 애니메이션으로 줄여서 FSS라고도 한다.

## 만화
가도카와 쇼텐의 애니메이션 전문 잡지《월간 뉴타입》에 1986년 4월호부터 연재된 나가노 마모루의 대표작이다. 일본에선 2006년 12권까지 출간되었으며 연재 시작 20년이 훨씬 넘은 지금까지도 완결되지 않았다. 특히 아무런 예고없이 몇 년씩 중단(휴재)하는 등 극악의 연재주기로 악명이 자자한 작품중 하나이다. 방대한 스케일과 시간을 넘나드는 독특한 구성으로 SF판타지 장르의 걸작 반열에 오른 작품이다.
제목 그대로 조커 성단에 속한 다섯별(쥬노, 보오스, 애들러, 델타벨룬, 캘러미티)을 무대로 이야기가 전개되며, 주인공 아마테라스와 파티마 (모터헤드라는 로봇을 컨트롤하는 인간 컴퓨터) 라키시스, 아트로포스, 클로소의 이야기가 주를 이룬다. 1997년 단행본 1권을 시작으로 서울문화사에서 출판하고 있다. 2009년 8월 최신본인 12권이 3년 만에 국내출판되었다.
주요 인물 설정이나 이름 등에서 신화의 영향을 받았음을 알 수 있다. 일례로 주인공 아마테라스는 일본 신화의 아마테라스, 히로인 라키시스 및 아트로포스, 클로소는 그리스 신화의 운명의 신에서 가져왔다.

## 애니메이션
동명의 원작 만화의 1권 내용을 기반으로 작성된 극장용 애니메이션으로 1989년 3월 11일 일본에서 개봉하였다.
- 제작 : 가도카와 하루키
- 기획: 다미야 타케시
- 각본 : 엔도 아키노리
- 캐릭터 디자인/작화감독 : 유우키 노부테루
- 음향감독 : 우라카미 야스오
- 음악 : 아사카와 토모유키
- 감독 : 야마자키 카즈오
- 제작협조 : 선라이즈